# Hôtel Brunet du Boccage
L’hôtel Brunet du Boccage est un hôtel particulier situé 4 rue Saulnier à Cognac, dans le département de la Charente.